# Saurauia oblancifolia
Saurauia oblancifolia är en tvåhjärtbladig växtart som beskrevs av Elmer Drew Merrill. Saurauia oblancifolia ingår i släktet Saurauia och familjen Actinidiaceae. Artens utbredningsområde är ön Borneo. Inga underarter finns listade i Catalogue of Life.